# Salah Benlemqawanssa
Salah Benlemqawanssa (născut la 26 iunie 1979 în Franța) este un dansator francez hip-hop, specializat în popping. 

## Începuturile
Salah a început să danseze în 1996 după ce a văzut o echipă de dans exersând în fața oglinzilor la Théâtre national de Chaillot.

## Concurs câștigat
În 2006 el a câștigat La France a un incroyable talent (varianta franțuzească a tipului de emisiune Got Talent) în primul sezon, dobândind premiul de 150 000 euro.

## Luptă
În același an a câștigat lupta 2 cu 2 cu colegul său Iron Mike la Juste Debout, o competiție internațională de street-dance.

## Film
În 2008 el a jucat în „Beats per minute”, un film independent despre un dansator popping francez care descoperă că poate da timpul înapoi cu mișcările din dansul său.

## Stilul de dans
El își numește stilul de dans P.A.B.E care reprezintă inițialele de la Popping, Animation, Boogaloo și Effects.(vezi Popping[nefuncțională]
)
El este specializat în hip-hop dar a studiat și alte forme de dans incluzând dans african, salsa, tap, dans contemporan și b-boying.

## Judecător
În 2009 a fost judecător în bătălia internaționala ,,Bătălia anului”(Battle of the Year)(BOTY) 1 contra 1 în Germania, destinată exclusiv trupelor b-boy; pentru a celebra a 20-a aniversare, ei au avut o competiție pentru dansatori solo b-boy. A fost judecător la Red Bull BC One 2009 la New York.

## Trupe
Salah este membru al trupelor b-boy Vagabonds și Massive Monkees. Este membru al trupei de dans contemporan Montalvo-Hervieu.